# Gerhard Flügge
Gerhard Flügge (* 15. August 1914 in Demmin; † 7. Oktober 1972 in Berlin) war ein deutscher Schriftsteller. Er hatte als Herausgeber und Biograph maßgeblichen Anteil an der Verbreitung der Werke Heinrich Zilles in der DDR.
Gerhard Flügge arbeitete zunächst als Buchhändler, später als Büroangestellter. 1948 wurde er Leiter des Stadtkulturamtes in Demmin. Zusammen mit Zilles Tochter Margarete Köhler-Zille richtete er 1950 in Demmin eine Heinrich-Zille-Gedenkstätte ein, organisierte Ausstellungen und Vorträge und gab acht Publikationen zu Zille und seinem Werk heraus. Er initiierte eine 1958 von der Akademie der Künste anlässlich des 100. Geburtstages des Künstlers durchgeführte große Wanderausstellung.
Ab 1964 lebte und arbeitete Gerd Flügge in Berlin, wo er 1972 starb. Sein Sohn, der Kunsthistoriker Matthias Flügge (* 1952), publiziert ebenfalls zu Heinrich Zille.

## Schriften
- Mein Vater Heinrich Zille. Nach Erinnerungen von Margarete Köhler-Zille für die jungen und alten Freunde des Meisters erzählt von Gerhard Flügge. Berlin 1955.
- Illustrierter Führer durch die Wanderausstellung „Det war sein Milljöh“: Aus Anlaß des 100. Geburtstages von Prof. Heinrich Zille. Berlin 1957.
- Heinrich Zille – Vater der Straße. Ein Jubiläumsband. Ausgewählt und herausgegeben von Gerhard Flügge. Verlag Das Neue Berlin, Berlin 1958.
- Zille-Bilder. Berlin 1959.
- Heinrich Zille: Ernstes und Heiteres aus seinem Leben. Rudolstadt 1960.
- Heinrich Zille: Berliner Jören. Berlin 1961.
- Heinrich Zille: Berlin aus meiner Bildermappe. Mit Versen von Heinz Kahlau. Rudolstadt 1969.
- Das dicke Zillebuch. Berlin 1971.
- Heinrich Zille. Bildbiographie. Leipzig 1972.